# 도진기
도진기(都振棋, 1967년 5월 22일 ~ )는 대한민국의 법조인 겸 추리 소설가이다.
1967년 대구에서 태어나 서울대학교 법학과 및 동 대학원을 졸업했고, 1994년 제36회 사법시험에 합격하여 판사가 되었다. 서울북부지방법원 부장판사로 재직하다 2017년 2월 퇴임하고, 변호사로 전업했다. 어려서부터 추리소설과 무협지 독자였다. 소설을 쓰게 된 직접적 계기는 헌법재판소 파견 근무를 하던 시기였는데, 긴 출퇴근 시간대에 일본 추리소설을 읽다가 함량 미달의 작품을 접하고서 직접 소설을 써보기로 한 것이다. 2010년 '계간 미스터리' 여름호에 투고한 단편 〈선택〉으로 한국추리작가협회 미스터리 신인상을 수상하며 정식으로 데뷔했다. 신인상 수상을 계기로 출간한 장편 《붉은 집 살인사건》과 《라 트라비아타의 초상》은 판사 출신 변호사 '고진'을 주인공으로 한 본격 추리물로, 출간 당시 큰 화제를 불러모았다.

## 작품 목록

### 변호사 고진 시리즈
- 붉은 집 살인사건(2010)
- 라 트라비아타의 초상(2010)
- 정신자살(2010)
- 유다의 별(2014)
- 악마는 법정에 서지 않는다(2016)

### 진구 시리즈
- 순서의 문제(2012)
- 나를 아는 남자(2012)
- 가족의 탄생(2015)
- 모래바람(2017)
- 세 개의 잔(2020)

### 단편소설집
- 악마의 증명(2017)

### 단권 작품
- 합리적 의심(2019)

### 비소설
- 성냥팔이 소녀는 누가 죽였을까(2013)
- 판결의 재구성(2019)